# San Clemente (Baleares)

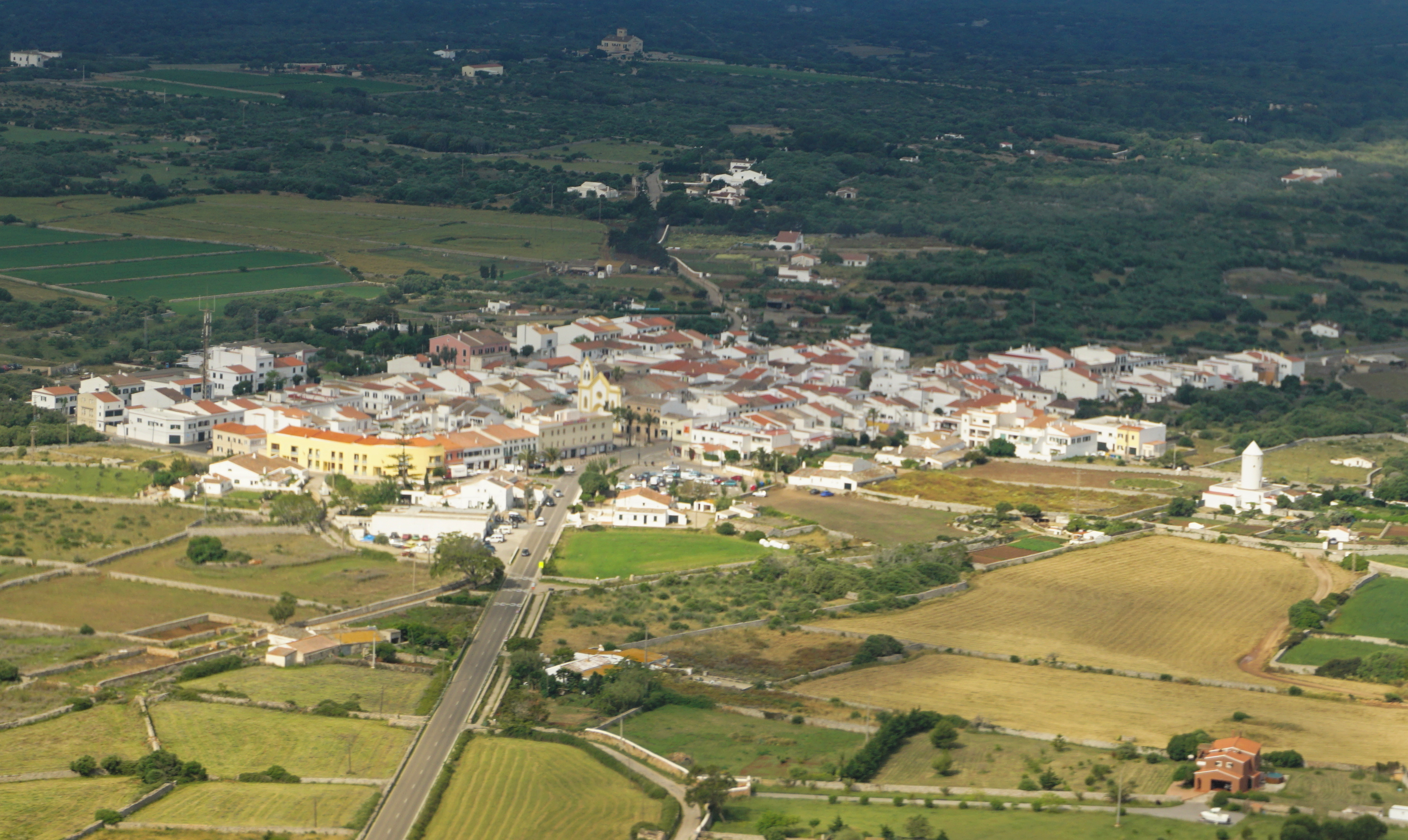
Vista aérea de San Clemente.

San Clemente (en menorquín y oficialmente Sant Climent) es un pequeño núcleo rural de casi dos mil habitantes que se encuentra en el término municipal de Mahón, Menorca. Pedanía a unos 4 km del centro de la capital menorquina y a menos de 2 km del Aeropuerto de Menorca.
Fue proyectada el año 1817 por el obispo de Menorca. Entre el año 1902 y 1983 contó con alcalde pedáneo, momento en el que se constituyó la Asociación de Vecinos, que pasó a ser la representante ante el ayuntamiento de Mahón.
Incluye una iglesia en honor de san Clemente (Sant Climent), patrono del núcleo y santo que da nombre a las fiestas mayores, que se celebran a finales de agosto.

## Yacimientos arqueológicos
- Torelló
- Basílica des Fornàs
- Taula de Talatí
- Taulas de Binimaimut
- Asentamiento en Mussuptà

## Enlaces de interés
- Asociación de Vecinos de Sant Climent
- San Clemente en Google Maps

- Datos: Q7670104
- Multimedia: Sant Climent, Menorca / Q7670104